# 뷔스티에

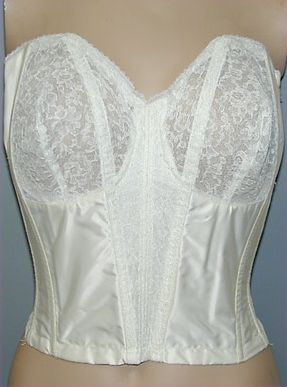
뷔스티에 사진

뷔스티에(Bustier 혹은 Bustiere)는 브래지어와 코르셋이 결합된 여성용 상의이다. 허리를 부드럽게 감싸며 가슴을 모아주어 가슴을 좀 더 풍만하게 보이는 효과를 준다. 과거에는 란제리의 한 종류로 주로 입었으나, 현대에는 일상복으로도 입는다.
바스크와 닮았으나, 뷔스티에가 바스크보다 좀 더 짧다.

## 같이 보기
- 보디 스타킹
- 브래지어
- 브라렛
- 코르셋